# Región del Sotavento (Veracruz)
La Región del Sotavento es una de las diez regiones en las que se divide el Estado de Veracruz (México), homónima de la región histórica del Sotavento Veracruzano. Está considerada como una de las regiones socioculturales más importantes de la costa de México, debido a su diversidad natural, así como a su particular historia, desarrollándose en ella algunos de los elementos más representativos de la cultura veracruzana. Tiene una superficie total de 3,961 kilómetros cuadrados. Colinda al sur con la Región del Papaloapan
Gastronomía
Son el arroz, sopas, caldos, antojitos, tamales, salsas, pescados, aves y carnes 
Música
El son jarocho

## Nomenclatura
La palabra sotavento, ampliamente utilizada en el léxico naval y costeño, significa literalmente "dónde azotan los vientos"
La denominación de esta región definida por el gobierno no debe ser confundida con el término histórico y sociocultural de Sotavento Veracruzano, que incluye una región mucho más amplia, limitando con los estados de Tabasco y Oaxaca.

## Municipios
- Puente Nacional
- Paso de Ovejas.
- La Antigua
- Soledad del Doblado
- Manlio Fabio Altamirano
- Veracruz
- Cotaxtla
- Jamapa
- Medellín
- Boca del Río
- Tlalixcoyan

## Historia
En esta región se localizan algunas de las poblaciones más antiguas del estado.